# 徳島県道121号藍住吉成停車場線
徳島県道121号藍住吉成停車場線（とくしまけんどう121ごう あいずみよしなりていしゃじょうせん）は、徳島県板野郡藍住町から徳島市に至る一般県道である。

## 概要
板野郡藍住町徳命から徳島市応神町吉成に至る。
ほとんどの部分は徳島県道29号徳島環状線（現道）と重複している。

### 路線データ
- 起点：板野郡藍住町徳命（徳島県道・香川県道1号徳島引田線・徳島県道29号徳島環状線上）
- 終点：徳島市応神町吉成（JR四国高徳線 吉成駅）
- 総延長：4.381 km[1]

## 歴史
- 1959年（昭和34年）1月31日 - 徳島県道2号藍住吉成停車場線として認定
- 1972年（昭和47年）3月10日 - 徳島県道121号藍住吉成停車場線として再認定

## 路線状況

### 重複区間
- 徳島県道・香川県道1号徳島引田線（板野郡藍住町徳命（起点） - 板野郡藍住町徳命）
- 徳島県道29号徳島環状線（板野郡藍住町徳命（起点） - 徳島市応神町吉成）

### 道路施設

#### 橋梁
- 奥野橋（正法寺川、板野郡藍住町、徳島県道29号徳島環状線重複区間内）

## 地理

### 通過する自治体
- 板野郡藍住町
- 徳島市

### 交差する道路
| 交差する道路                                                                     | 市町村名 | 市町村名 | 交差する場所 | 交差する場所 |
| -------------------------------------------------------------------------------- | -------- | -------- | ------------ | ------------ |
| 徳島県道・香川県道1号徳島引田線 重複区間起点 徳島県道29号徳島環状線 重複区間起点 | 板野郡   | 藍住町   | 徳命         | 起点         |
| 徳島県道・香川県道1号徳島引田線 重複区間終点                                     | 板野郡   | 藍住町   | 徳命         |              |
| 徳島県道225号檜藍住線                                                            | 板野郡   | 藍住町   | 奥野         |              |
| 徳島県道41号徳島北灘線                                                           | 徳島市   | 徳島市   | 応神町東貞方 |              |
| 徳島県道29号徳島環状線 重複区間終点                                              | 徳島市   | 徳島市   | 応神町吉成   |              |

### 沿線
- 藍住町立藍住南小学校
- 藍住郵便局
- ゆめタウン徳島
- JR四国高徳線 吉成駅